# Just Another Girl
«Just Another Girl» —en español «Solo Otra Chica»— es una canción de la banda de rock estadounidense, The Killers. Fue lanzada como segundo sencillo de su álbum de grandes éxitos, Direct Hits. La canción fue estrenada a través de VH1 y, posteriormente, en las radios convencionales.

## Grabación y producción
La canción está producida por Stuart Price, quien anteriormente había trabajado con la banda en el álbum Day & Age. Brandon Flowers, vocalista de The Killers, declaró en 2013 que "con el tiempo Stuart Price se ha convertido en mi hermano: trabajamos bien juntos y siempre quedo impresionado con su musicalidad y sus gustos. Es diferente a «Shot at the Night», es como un relato. Percibes la canción de manera diferente".

## Recepción de la crítica
NME fue uno de los primeros medios en escuchar y dar su opinión sobre «Just Another Girl». Afirmaron que es "una canción perfecta de The Killers", añadiendo además que la banda "hace tiempo dejó de sonar como otros grupos". Por su parte, Rolling Stone señaló que la canción "manifiesta el lado más tranquilo de la banda", notando que "Brandon Flowers suena perdidamente enamorado y melancólico".

## Vídeo musical
El vídeo musical fue estrenado el 25 de noviembre de 2013 y está dirigido por Warren Fu. En el cortometraje musical se puede apreciar a Dianna Agron, quien interpreta a Brandon Flowers, en una variedad de escenas que evocan algunos de los vídeos más famosos de la banda. Este comienza con Agron vestida con una chaqueta con plumas en los hombros, muy similar a la que utilizaba Flowers anteriormente, en un estudio de televisión interpretando la canción «Human» junto a los demás miembros de la banda, Dave Keuning, Ronnie Vannucci y Mark Stoermer. Ella continúa avanzado a través de la historia del grupo y hace apariciones, simulando ser el vocalista, en «When You Were Young», «Spaceman», «All These Things That I've Done» y «Runaways», utilizando un vestuario y estilos similares a los que se usaron en aquellos vídeos. El vídeo termina con Agron y Flowers compartiendo pantalla antes que Agron accione un interruptor gigante que lanza confeti. Finalmente, se ve a Keuning alejándose y tocando la guitarra antes que el "Retablo Ayacuchano" alusivo a la banda que recibieron de parte del Club de Fanes de Perú durante su visita a Lima en el 2009 y la "K" gigante utilizada en la Day & Age World Tour aparezcan en pantalla.
Al ver el vídeo, Rolling Stone señaló que "todo aquello es una divertida revisión a la historia de la banda y tiene mucho sentido en el contexto de Direct Hits".

## Posicionamiento en listas
| Lista (2013)                                  | Posición |
| --------------------------------------------- | -------- |
| Bélgica (Valonia) (Ultratip Bubbling Under)   | 32       |
| Estados Unidos Rock Digital Songs (Billboard) | 23       |
| Estados Unidos Rock Songs (Billboard)         | 50       |
| Irlanda (IRMA)                                | 85       |
| Reino Unido (UK Singles Chart)                | 83       |